# Zernye-havas
A Zernye-havas (románul Vârful Zârna) egy hegy Romániában, az erdélyi Kovászna megye területén, Zabola község közelében. A Háromszéki-havasok tagja. A hegy voltaképpen a Keleti-Kárpátok déli részét alkotó Berecki-havasok nyugati lábainál fekszik, ennek központi gerince az 1777 méter magas Lakóca és az 1603 méteres Zernyetető, amelyek a Baszka-, a Gelence- és a Kovászna-patak vize által tagolt 1000–1400 méter magas hegyvonulatokban folytatódnak. A hegyek a földtörténeti középkorban (mezozoikumban) és az óharmadkorban (paleogénban) emelkedtek ki. A Zernye-havas fenyőerdővel és a bükkerdővel borított oldalain rengeteg vadállat is él.
A Zernye-havas lábánál húzódott az ezeréves magyar határ, amire a legjobb példa a hegy lábánál Gelence felett a „Grófok útja” mellett található határvédő erődítmény.